# Tirpitzia
Tirpitzia — рід квіткових рослин роду льонових. Містить три види.

## Поширення
Два види поширені на півночі В'єтнаму і півдні Китаю, а T. bilocularis знайдений на півночі Таїланду.

## Види
- Tirpitzia bilocularis (Suksathan & K.Larsen, 2006)
- Tirpitzia ovoidea (Chun & FCHow ex WLSha, 1982)
- Tirpitzia sinensis (Hallier, 1923)